# سليمان بن علي العباسي
أبُو أيُّوب سُليمان بن عَلِيُّ بن عبد الله بن العبَّاس بن عبد المُطَّلب الهاشِميُّ القُرشيُّ (83 هـ - 142 هـ / 702م - 759م) أمير عباسي، من الأجواد الممدوحين. كان من أوائل الأمراء العباسيين، ولاه ابن أخيه الخليفة أبو العباس السفاح إمارة البصرة وأعمالها وكور دجلة والبحرين وعمان سنة 133 هـ/750م إلى أن عزله أبو جعفر المنصور 139 هـ/ 755م.

## سيرته
كان سليمان بن علي بن عبد الله بن العباس، عم أول خليفتين عباسيين أبي العباس السفاح وأبي جعفر المنصور، مما جعله واحدًا ممن لهم درجة عالية من التأثير خلال السنوات الأولى التي أعقبت الثورة العباسية. وفي 750م ولاه السفاح على البصرة في جنوب العراق مع تبعياته، فضلًا عن دجلة والبحرين، وعمان. في عام 753 ولى إمارة فريضة الحج في تلك السنة.
خلال فترة إدارته للبصرة نفذ سليمان مشاريع الأشغال العامة واسعة النطاق لتطوير المنطقة، بما في ذلك بناء قنوات جديدة وإجراء تحسينات على إمدادات المياه. كما ساعد خازم بن خزيمة التميمي خلال حملته ضد الخوارج في عمان بتزويده بسفن لنقل جيشه، وفي 754 أجار أخيه عبد الله في البصرة بعد فشل تمرده على المنصور. وفي النهاية سلم هو وعيسى بن علي أخاهما للمنصور في سبيل عدم قتله، لكن أبا جعفر المنصور قام بقتله.
ظل سليمان واليًا على البصرة حتى 755م عندما عزله المنصور وولى سفيان بن معاوية. وتوفي في البصرة في السبت 23 جمادى الآخرة 142 هـ الموافق 20 أكتوبر 759 م عن عمر يناهز 59 عامًا، وخلفه ابناه محمد وجعفر. ومرقده في كوت الزين.